# Prawo zwyczajowe
Prawo zwyczajowe – prawo zwyczajowe zostaje wykształcone przez społeczeństwo w toku historii. Zwłaszcza w czasach najdawniejszych, było prawem niepisanym przekazywanym ustnie z pokolenia na pokolenie. Z czasem ulegało spisywaniu (np. tzw. „zwody”, też dokumenty stwierdzające dojście do skutku jakiegoś działaniu o konkretnej doniosłości, spisane przywileje, wyroki sądowe). Prawo zwyczajowe odegrało i uznaje się że odgrywa szczególną rolę w rozwoju prawa międzynarodowego – przynajmniej w tym sensie, że jest bezpośrednio wyodrębnione i nazwane w ten sposób. Prawo zwyczajowe może przechodzić procesy kodyfikacji lub inkorporacji.

## Elementy prawa zwyczajowego
Do wymogów, które musi spełnić zwyczaj, aby mógł stać się obowiązującym prawem, można zaliczyć:
- praktykę (longa consuetudo) – ustaloną, jednolicie wykonywaną i trwałą praktykę postępowania w określonej sytuacji,
- przekonanie o mocy prawnej (opinio iuris sive necesitatis) – powszechne przekonanie społeczeństwa o prawnie wiążącym oraz potrzebnym charakterze normy zwyczajowej.

## Prawo rzymskie
W prawie rzymskim to co jest nazywane prawe zwyczajowym nazywano consuetudo, bądź mores maiorum (zwyczaje przodków). Były to normy uznawane w przypadku niezmiennego, długotrwałego uznanego za właściwy sposobu zachowania się w danej sytuacji w społeczeństwie. Z prawa zwyczajowego wywodziło się wiele istotnych instytucji jak np. ius vitae ac necis tj. prawo życia i śmierci nad dziećmi przysługujące osobie mającej nad nimi patria potestas, zakaz donatio inter virum et uxorem (darowizn między małżonkami) itp.
Zakres skuteczności prawa niepisanego, w tym możność uchylania pisanego, był sporny.

## Prawo zwyczajowe germańskie

### Wpływ na kształtowanie się kultury europejskiej
Na kształtowanie się porządków odnoszących się do pojęc prawa w Europie aż do końca czasów nowożytnych silny wpływ wywarła min. tradycja germańskiego prawa zwyczajowego. Do XVIII w. przetrwały prawa zwyczajowe wywodzące się z systemów ludów barbarzyńskich. Najdłużej utrzymał się zwyczajowy charakter przepisów odpowiadających tzw. prawu prywatnemu, szczególnie w dziedzinach o trwałej istotności dla owych kultur: 1) prawo małżeńskie majątkowe, 2) rodzinne i 3) spadkowe. Niektóre z nich były w pewnej formie kodyfikowane, w czasach tzw. "Wielkich Kodyfikacji" prawa cywilnego XIX w.
Natomiast tradycja germańskiego prawa karnego została przerwana u progu ery nowożytnej za sprawą przejęcia w zachodniej Europie rzymsko-kanonicznych instytucji prawnokarnych. Dużą rolę w wypieraniu zwyczajowych norm prawa karnego od XI do XV w. odegrała prawotwórcza aktywność władz państwowych i kościelnych. Polegała ona na propagowaniu idei pokoju bożego (pax dei) albo pokoju ziemskiego (landfried) przez wydawanie przepisów odnośnych do 'porządku'. Landfrydy przyczyniły się do przeobrażeń prawa karnego na obszarze Rzeszy Niemieckiej, których zwieńczeniem była swego rodzaju ogólnoniemiecka kodyfikacja prawa karnego (Carolina). Od XVI w. następował na Zachodzie zanik zwyczajowego charakteru prawa karnego.
Ludność Europy korzystała z miejscowych praw zwyczajowych co najmniej do XVIII w. Jedynie instytucję małżeństwa regulowało np. katolickie prawo kanoniczne. Prawo małżeńskie osobowe miało bowiem od XIII w. charakter powszechny w jurysdykcjach kanonicznych. Wszystkich katolików, niezależnie od przynależności stanowej, obowiązywała katolicka kościelna forma zawarcia związku małżeńskiego.
Akcję spisywania prawa zwyczajowego, min. na potrzeby sądzenia podjęli utrzymujący stosunki z Rzymem, i będący mimo swojej niezaleznoścvi pod wpływami rzymskimi władcy tzw. plemion barbarzyńskich. Tego typu działania były inspirowane również wpływem chrześcijaństwa, ponieważ Kościół dążył do odrzucenia pogańskich zwyczajów niezgodnych z prawem boskim, a także pragnął ochrony prawnej dla nowego religijnego kultu. W okresie od V do IX w. powstały liczne zbiory germańskiego 'prawa szczepowego' czy też plemienne, zwane czasem Leges Barbarorum. Do ważniejszych spisów prawa tzw. ludów barbarzyńskich należało sławne prawo Franków (Lex Salica Francorum – początek VI w.) i Longobardów (Edykt Rotara – 643 r.).
W czasach koegzystencji obywateli rzymskich z tzw. ludami barbarzyńskimi, uznawano osobowość prawa. Oznaczało to, że przynależność etniczna decydowała o podległości prawu swojego 'szczepu'. Był to w pewnym sensie sysyem konsocjalny. Postępowanie pezed sądem rozpoczynało się w takich częściowo zromanizowanych systemach germańskich od tzw. wyznania prawa przez strony (professio iuris). Zmierzało ono do ustalenia systemu prawa, według którego sąd rozstrzygał sprawę. Dlatego też dla podbitej ludności rzymskiej władcy germańscy spisywali jej własne prawo, tj. prawo rzymskie. Obok Leges Barbarorum powstały Leges Romanae, którym podlegała społeczność galo-rzymska. Najbardziej rozpowszechnionym w owym czasie spisem prawa rzymskiego był Brewiarz Alaryka, wydany w państwie wizygockim (początek VI w.). Stanowił źródło wiedzy o prawie rzymskim we wczesnym średniowieczu do momentu odkrycia Pandektów w XI w. Oddziaływał także mocno na prawo zwyczajowe. Jego treść przenikała do zwyczajów zarówno Wizygotów, jak i Franków.
Wpływ prawa rzymskiego na prawo zwyczajowe był silniejszy na obszarach, które wcześniej podlegały długotrwałej władzy Imperium Rzymskiego. Na pozostałych obszarach państwa frankońskiego przeważały konkretne prawa zwyczajowe. Podlegało ono jednak także oddziaływaniu min. ówczesnego prawa rzymskiego i kanonicznego. Następował powolny proces 'absorpcji' ówczesnego prawa rzymskiego przez zwyczajowe prawo miejscowe, w szczególności po odkryciu Pandektów Justyniańskich i rozpoczęcia badań na uczelniach, na których go wykładano- edukacja zatem wpływała na sposób myślenia, decyzje podejmowane przez sędziów, prawników (odnosi się to również np. do Anglii; z jednej strony Franciszek Akursjusz wykładał na Oksfordzie niedługo po jego ustanowieniu, i być może sprowadził paremię 'aż po niebiosa' w odniesieniu do uprawnień właściciela gruntu. Co istotne prawo kanoniczne miało duży wpływ na Court of Chancery czyli Sąd Kancelarii królewskiej, z jego doktryną później zwaną "equity"- co można tłumaczyć jako "słuszność"- której doktryny zostały utrwalone jako duża część cywilnego prawa angielskiego). Proces ten był szczególnie widoczny w kolejnym okresie spisywania prawa zwyczajowego w Europie – od XIII do XVI w. Powstały wówczas we Francji prywatne spisy prawa partykularnego, tzw. coutumiers. Do najbardziej znanych należą bez wątpienia zwyczaje hrabstwa Clermont z ok. 1280 r., w których normy rzymsko-kanoniczne prawa stały się ich integralną częścią. Próby urzędowego spisywania praw zwyczajowych podjęto we Francji dopiero w XV w. W 1454 r. król francuski nakazał w wydanym ordonansie powoływanie w każdym okręgu specjalnej komisji złożonej z urzędników i prawników w celu spisania obowiązującego w nich prawa zwyczajowego. Największe znaczenie uzyskał spis zwyczajów okręgu Paryża z 1510 r. (Coutume de Paris). Do XIII w. prawa zwyczajowe na obszarze Rzeszy Niemieckiej podlegały słabemu oddziaływaniu prawa rzymskiego. Najważniejszy spis z tego okresu, jakim było Zwierciadło saskie (Sachsenspiegel) z lat 1220-1235, nie zawierał odniesień do prawa rzymskiego. Spis prawa saskiego obowiązywał na znacznym obszarze Niemiec, a także poza ich granicami (np. w dawnej Polsce), jako źródło prawa miejskiego.

### Cechy prawa zwyczajowego germańskiego
Wspólną cechą wszystkich spisów prawa zwyczajowego plemion barbarzyńskich było występowanie norm, które zabezpieczały interesy rodu. Patriarchalny charakter stosunków prywatnoprawnych wyrażał się w szczególności w tym, że kobiety podlegały władzy męskich przedstawicieli rodziny. Żonie bez zgody męża nie wolno było rozporządzać majątkiem zarówno w drodze sprzedaży, jak i darowizny. Córka wbrew woli ojca nie mogła zawrzeć małżeństwa. Kobiety w świetle przepisów licznych praw zwyczajowych spotykały wszędzie podobne ograniczenia w dziedzinie prawa majątkowego i osobowego.
Patriarchalny charakter prawa francuskiego w dziedzinie stosunków rodzinnych przejął w całości Kodeks Napoleona, do którego wprost wcielono treść prawa zwyczajowego. W kodeksach cywilnych XIX w., utrzymała się więc nierówność praw cywilnych wynikająca z kryterium płci jako spuścizna dawnego prawa zwyczajowego. We Francji pełną zdolność do czynności prawnych kobiety zamężne uzyskały dopiero w 1938 r. Natomiast w innych państwach te relikty prawa zwyczajowego zaczęły zanikać dopiero w drugiej połowie XX w.
Także zgoda rodziny na zawarcie małżeństwa przetrwała w prawie świeckim aż do XIX w. Kościół katolicki od samego początku zwalczał przemoc wobec kobiet przy zawieraniu związków małżeńskich, opierając swą koncepcję małżeństwa na dobrowolnej umowie dwóch równoprawnych stron: kobiety i mężczyzny. Siła tradycji była tak wielka, że brak zgody rodziny na ślub został uznany w stanowionym prawie państwowym od XVI w. za podstawę do stwierdzenia przez sąd świecki nieważności małżeństwa. Normę taką zawierał we Francji Ordonans z Blois z 1579 r. króla Henryka III, który poza tym jednym wyjątkiem wprowadzał na obszarze całego państwa uchwały soboru trydenckiego odnośnie do osobowego prawa małżeńskiego (konstytucja Tametsi z 1563 r.).
Germańskie prawo zwyczajowe miało również kolektywny charakter dziedziczenia majątków. Majątek dziedziczyli zarówno najbliższi krewni denata jak i jego kuzyni aż do szóstego pokolenia (oczywiście w dużo mniejszych działkach).

### Źródła prawa zwyczajowego
Wizygoci:
1. Kodeks Euryka (Codex Euricianus) – II poł. V w.
2. Kodeks Rekkeswinta (Lex Visigothorum Reccesvindiana) – 654 r.

Frankowie:
1. Lex Salica Francorum (pocz. VI w.) – prawo Franków salickich
2. Lex Ribuaria (VIII w.) – prawo Franków rypuarskich
3. Lex Baiuvariorum (VIII w.) – prawo Bawarów
4. Lex Saxonum (IX w.) – prawo Sasów

Longobardowie:
1. Edykt Rotara/ Edictus Rothari regis (643 r.) – prawo Longobardów
2. Edykt Liutpranda (I poł. VIII w.)

Anglo-Sasi:
1. Kodeks Etelberta (ok. 600 r.)
2. Kodeks/Doom Book Alberta Wielkiego (ok. 890 r.)

#### Różnice między prawem rzymskim a zwyczajowym germańskim (Longobardów)
1. Tradycja prawna Longobardów była niepiśmienna. Prawo szczepowe tworzył zwyczaj. W Rzymie przeciwnie – cesarz spełniał prawotwórczą rolę. Prawo było przedmiotem naukowego opracowania przez jurystów rzymskich. Prawo rzymskie miało postać usystematyzowanej kodyfikacji.
2. Prawo rzymskie popierało indywidualizm, strzegło interesów jednostki, chroniło prawa kobiet i dorosłych dzieci. U Longobardów jednostka podlegała władzy rodu. Prawo zabezpieczało przede wszystkim interesy majątkowe wspólnoty – miało zatem charakter kolektywny.
3. W prawie rzymskim istniała swoboda zawierania małżeństw na podstawie dobrowolnego porozumienia stron. Kobieta miała w zasadzie pełną zdolność do czynności prawnych. W prawie longobardzkim małżeństwo dochodziło do skutku wyłącznie za zgodą rodziny. Żona bez zgody męża nie mogła dysponować swoim majątkiem. U Longobardów istniał system patriarchalny, w którym kobiety znajdowały się pod surową opieką męskich przedstawicieli rodziny.
4. Prawo rzymskie przejmowało subiektywizację odpowiedzialności karnej. Odpowiedzialności podlegał tylko sprawca. Winę uznawano za warunek przestępstwa. Inaczej było u Longobardów, którzy kładli nacisk na zewnętrzny efekt czynu. Pomijali w zasadzie element subiektywny, czyli zamiar. Odpowiedzialność karną ponosił nie tylko sprawca przestępstwa, ale także członkowie jego rodu (odpowiedzialność zbiorowa).
5. W prawie karnym późnego cesarstwa państwo, jako strażnik pokoju wewnętrznego, wymierzało za popełniane przestępstwa kary publiczne: karę śmierci, kary okaleczające (mutylacyjne) czy chłostę. Natomiast w systemie represji karnej Longobardów najważniejszą rolę spełniała krwawa zemsta rodowa (wróżda). W prawie longobardzkim kara miała charakter pieniężnego odszkodowania wypłaconego poszkodowanemu lub jego rodowi jako zadośćuczynienie za krzywdę i okup za zemstę (kompozycja). Chodziło nie tyle o ukaranie winnego, co o pojednanie zwaśnionych rodów.
6. Prawo rzymskie w odróżnieniu od longobardzkiego, oddzielało proces cywilny od karnego. W rzymskim procesie karnym obowiązywała zasada swobodnej oceny dowodów przez sąd. Środkiem dowodowym były zeznania świadków (reguła dwóch świadków). Postępowanie sądowe u Longobardów opierało się na instytucji tzw. sądów bożych (ordalia, np. pojedynek). Podstawą wyroku była prawda formalna, a nie materialna.

### Zwyczaj międzynarodowy
Zwyczaj międzynarodowy definiowany jest jako zgodna praktyka państw tworząca prawo. Innymi słowy, zwyczaj to powszechna praktyka przyjęta za prawo (zob. art. 38 Statutu Międzynarodowego Trybunału Sprawiedliwości). Na prawo zwyczajowe składają się więc normy rzeczywiście i stale stosowane w przekonaniu, że są one prawem i że obowiązują.